# Discocyrtulus
Discocyrtulus is een geslacht van hooiwagens uit de familie Gonyleptidae.
De wetenschappelijke naam Discocyrtulus is voor het eerst geldig gepubliceerd door Roewer in 1927. 

## Soorten
Discocyrtulus omvat de volgende 2 soorten:
- Discocyrtulus bresslaui
- Discocyrtulus marginalis